# Panthéon (Párizs)
A Panthéon Párizsban, a Quartier latinben álló, a 18. század második felében emelt, nagyszabású klasszicista épület.

## Története
Eredetileg templomnak készült, a súlyos betegségéből felépülő XV. Lajos francia király utasítására, Párizs védőszentjének, Szent Genovévának a tiszteletére. A munkálatok 1758-ban kezdődtek az udvari építész, Jacques Soufflot irányításával. Anyagi gondok miatt az építmény csak XVI. Lajos idejében, 1790-ben készült el.
A Panthéon építészetileg a párizsi Louvre oszlopsorát és a londoni Szent Pál-székesegyház kupoláját ötvözi gótikus szerkezeti megoldásokkal. A korinthoszi oszlopokból álló csarnok nagyon hasonlít a római Pantheon hasonló szerkezeti egységére. A görögkereszt alakú templom 110 méter hosszú és 84 méter széles, kupolája 83 méter magas.
A templom a francia forradalom idején új funkciót kapott: a legdicsőbb franciák temetkezési csarnoka, mauzóleuma lett. Később Napóleon visszaadta az egyháznak, ám 1885-től végleg Franciaország nagyjainak temetkezési helye lett az épület. Homlokzatán ma is olvasható a felirat: „A nagy embereknek, a hálás haza.”
A mauzóleumban először Mirabeau-t helyezték örök nyugalomra, 1791-ben. Őt – többek között – olyan híres személyek követték, mint Voltaire, Rousseau, Victor Hugo, Émile Zola, Gaspard Monge, Claude-Victor Perrin, Claude Monet, Louis Pasteur és a Curie házaspár, Marie és Pierre Curie. Eddig az utolsó nevezetes személy, akit itt, 132 évvel a halála után, újra eltemettek, id. Alexandre Dumas volt (2002-ben).
A klasszicista épület kupoláját a fizikus Léon Foucault 1851-ben felhasználta a Föld forgását bizonyító ingakísérletére.